# Första heliga kriget
Det första heliga kriget, även kallat Kirrhiska kriget, var ett krig som utkämpades mellan den delfiska amfiktyonin och stadsstaten Kirrha i början av 500-talet f.Kr. Slaget tros egentligen ha handlat om vem som hade kontrollen över de Kirrhaiska fälten som ansågs heliga enligt Delfis prästerskap men den officiella anledningen som Delfi gav till kriget var att Kirrha tog ut höga tullar från de pilgrimer som skulle till Delfi samt att dess befolkning ofredat Fokiska kvinnor på väg från templet. Enligt Delfi skall Kirrha även ha inkräktat på Delfis territorier. Kriget slutade med att Kirrha besegrades och brändes ned och kriget kan ha varit första gången i historien som kemisk krigföring användes. Krigets slut kom senare att firas var fjärde år med de pythiska spelen.

## Deltagare

### Kirrha
Kirrha var en grekisk kuststad i det antika Fokien som antagligen haft sin grund som hamn till staden Krissa. Krissa hade likt andra tidiga grekiska städer grundats en bit från kusten för att skydda sig mot kusträder vilket resulterade i att de tvingades anlägga en separat hamn. Genom åren växte Kirrha till att bli en egen separat stad från Krissa och Krissa kom sakta att förlora all betydelse. Då Kirrha var den närmaste hamnstaden till Delfi var det där pilgrimer till templet tvingades gå iland.

### Delfi
Delfi hade liksom Kirrha sitt ursprung ur Krissa. Staden hade växt fram kring Apollontemplet i Pytho som en gång i tiden varit del av Krissa. Delfis tillväxt till stad bidrog likt Kirrhas tillväxt till att Krissa förlorade all betydelse. Ett stort problem för Delfi var att de saknade en egen hamn och besökare till staden tvingades därmed landstiga i Kirrha. Delfi var en av Greklands heligaste städer. Delfi hade en egen armé men de saknade en flotta vilket resulterade i att Kleisthenes av Sikyon blev den delfiska arméns befälhavare och även ledaren i kriget mot Kirrha 

### Sikyon
Sikyon var en Peloponnesisk stad som låg på andra sidan det Korintiska näset från Delfi och Kirrha sett. Staden var känd för sin konstskola, sina bördiga fält och den mäktiga orthagoridätten som härskade i staden. Orthagoriden Kleisthenes var under perioden stadens tyrann och han skulle även bli dess sista då staden erövrades av Sparta 570 f.Kr. Staden kom sedan att vara spartansk lydstat under stor del av sin historia. Under det första heliga kriget utsågs Kleisthenes till befälhavare för den delfiska armén då han till skillnad från Delfi hade tillgång till en flotta.

## Kriget inleds
595 f.Kr. hade osämjan mellan städerna Delfi och Kirrha nått sin kulmen. Kirrha som var den enda hamnstaden nära Delfi hade därmed stor kontroll över flödet av besökare och gods till Delfi och de besatt även de Kirrhaiska fälten som de bedrev jordbruk på. Delfi ansåg dock att fälten var heliga och att de därmed egentligen skulle tillhöra Delfi. Kriget inleddes med att Delfi anklagade Kirrha för att:
- Ta ut höga tullar på individer som skulle besöka templet i Delfi, så att det kunde likställas med rån[2].
- Ha ofredat fokiska kvinnor när lämnat Delfi för att resa hem[2].
- Ha inkräktat på mark som var helig för Apollon[2].

Efter anklagelserna förklarade Delfi sedan krig mot Kirrha och gav befäl över sina arméer till Kleisthenes av Sikyon.

## Belägringen av Kirrha
Kirrha svarade på krigsförklaringen med att dra sig tillbaka bakom sina murar och förbereda sig för belägring medan Kleisthenes och hans flotta seglade från Peloponnesos till Kirrha och blockerade staden från havet. Kleisthenes landsteg sedan och tog därefter kontrollen över Delfis armé som belägrade staden från landsidan. Belägringen skall ha pågått i tio år och under den blev Kleisthenes ytterligare förstärkt av Alcmaeon och en armé från Aten. 
Det finns flera skrifter som berättar om hur Kirrha slutligen föll. Den tidigaste är från läkaren Thessalos som skrev om belägringen på 400-talet f.Kr. och hans skrifter anses därmed vara de mest sanningsenliga. Enligt Thessalos upptäckte Kleisthenes armé en begravd vattenledning som ledde till staden då en häst av misstag bröt igenom dess tak med sin hov. En läkare vid namn Nebros skall då ha föreslagit för Kleisthenes att de skulle förgifta vattnet med Julros vilket de gjorde. Giftet gav Kirrhas försvarare kraftig diarré vilket resulterade i att de var oförmögna att göra motstånd när Kleisthenes armé väl anföll. Stadens invånare slaktades efter erövrandet och Kirrha brändes ned. Nebros anses vara Hippokrates förfader och historien har fått vissa att tro att skammen över händelsen var anledningen till att Hippokrates skapade Hippokrates ed. 
Nästa person som skrev om belägringen var den romerske ingenjören Sextus Julius Frontinus. Frontinus under första århundradet e.Kr. Han lade till att den delfiska armén först skar av vattenledningen för att skapa törst i staden och att de därefter förgiftade vattnet. När ledningen sattes ihop igen drack Kirrhas soldater och befolkning djupt av det förgiftade vattnet vilket ledde till att staden snabbt kunde erövras. Nästa person som skrev om händelsen var den grekiske författaren Polyainos som på 100-talet f.Kr. gjorde ändringar i historien. Istället för att påträffa Kirrhas vattenledning fann den delfiska armén den källa som försörjde staden med vatten och det var den källan som de förgiftade. Polyainos påstår även att det var generalen Eurylochus som kom på iden om att förgifta vattnet och inte Nebros eller Kleisthenes. Polyainos lägger vidare till att Julrosen hämtades från Antikyra. Likt Thessalos skrifter menar båda författarna dock att förgiftningen var vad som ledde till att Kirrha föll.
Den siste att nämna belägringen var den grekiske geografen Pausanias som även han levde på 100-talet f.Kr. Pausanias skriver att det var atenaren Solon som låg bakom Kirrhas fall. Först lät Solon avleda Pleistosfloden från staden men när han upptäckte att staden fick nog med vatten genom sina brunnar och genom att samla regnvatten förde han tillbaka floden till dess ursprungliga riktning. Dock förgiftade han floden med Julros vilket resulterade i att Kirrhas armé förgiftades. 

## Efterspel
Oavsett vad som hände under det första heliga kriget slutade det med en delfisk seger. Kirrha förstördes och dess land dedikerades till Apollon, Leto och Artemis och det blev förbjudet att bruka jorden och även att låta boskap beta på de Kirrhaiska fälten. De invånare som överlevde belägringen och stormningen skall ha flytt upp i Khirpebergen. Kleisthenes och Sikyons flotta belönades med en tredjedel av det gods som plundrades från staden och resten användes av Delfi för att grunda de pythiska spelen som firades vart fjärde år till ära av segern. Delfi kom senare att anlägga en egen hamn i stadens ruiner vilka idag går att se invid byn Kirra. 